# Mads Nissen
Mads Nissen (Hobro, 17 novembre 1979) è un fotografo danese, vincitore del premio World Press Photo of the Year negli anni 2015 e 2021.

## Biografia
Dopo aver frequentato la scuola di giornalismo, nel 2007 decide di trasferirsi a Shanghai per testimoniare i risvolti della repentina crescita economica cinese in ambito sociale. Ha iniziato, dal 2014, a collaborare stabilmente per il giornale danese Politiken. Le fotografie di Nissen sono state pubblicate da numerose riviste internazionali, tra cui The Guardian, National Geographic, Newsweek, Time e Der Spiegel. Nel 2015 gli viene assegnato il primo premio del concorso World Press Photo of the Year per una sua opera che ritrae una coppia omosessuale, in Russia. Nel 2021, vince nuovamente tale premio grazie a una foto, scattata il 5 agosto dell'anno prima, eseguita presso una casa di assistenza per anziani a San Paolo, in Brasile, durante la pandemia di Covid-19. La foto, intitolata Il primo abbraccio, immortala un abbraccio tra un'ospite e un'infermiera della struttura.